# Матей Аристархис
Матей (на гръцки: Ματθαίος, Матеос) е гръцки духовник, митрополит на Вселенската патриаршия.

## Биография
Роден е в Цариград със светското име Аристархис (Αριστάρχης). Брат е на великия логотет на Патриаршията Николаос Аристархис - виден сановник, представител на Патриаршията пред Високата порта.
През май 1834 година е избран за силиврийски митрополит. На 10 ноември 1838 година е преместен като димитриадски и загорски митрополит. През май 1841 година е избран за проедър митророполит на Ганос и Хора. През декември 1845 година подава оставка.
През юни 1846 година е избран за самоковски митрополит. В Самоков Матей се сблъсква с българското църковно движение. Получава прякора Дели Матей, тоест Лудия Матей. На 21 ноември 1859 година бяга от Самоков. На 25 януари 1860 година българинът Паисий е ръкоположен за епископ велички и изпратен като викарен епископ за наместник в Самоков, но на 12 ноември 1860 година е преместен като врачански епископ. През май 1861 година митрополит Матей подава оставка като самоковски митрополит.
Умира в Цариград на 15 януари 1862 година.